# Gyilkosság az Orient Expresszen (film, 2010)
A Gyilkosság az Orient Expresszen az Agatha Christie: Poirot című televíziós sorozat tizenkettedik évadának harmadik, tévéfilm hosszúságú epizódja. 2010. december 25-én mutatták be az Egyesült Királyságban, Magyarországon pedig 2011. április 4-én. A főszerepben David Suchet, Hugh Bonneville, Jessica Chastain, David Morrissey és Eileen Atkins láthatók.
Ebben a történetben Hercule Poirot hazafelé tart Isztambulból a híres Orient Expressz fedélzetén. Az éjszaka folyamán megölnek egy rejtélyes amerikai üzletembert, ráadásul Jugoszlávia területén hóviharba keverednek, és a szerelvény nem tud továbbhaladni. Míg megérkeznek a jugoszláv hatóságok, Poirot nekilát, hogy megtalálja a gyilkost, aki még mindig az utasok közt van.

## Cselekmény
|  | Alább a cselekmény részletei következnek! |

Hercule Poirot egy katonai bűncselekmény felderítésével foglalkozik Palesztinában, s miközben a megfejtést taglalja az összegyűlteknek, a tettes hadnagy öngyilkosságot követ el. Az esetet követően visszatér Isztambulba, ahol szemtanúja lesz, hogy egy házasságtörő asszonyt megkövez a feldühödött tömeg. Szállodájába érkezve egy üzenet várja: haza kell térnie mihamarabb Londonba. Úgy tervezi, hogy az aznap induló Orient Expresszel indul el Calais-ba, csakhogy a vonaton minden hely elkelt. Régi barátja, a vonaton utazó Xavier Buc, aki a vasúttársaság igazgatója is, meghallja, hogy gondban van, és elintézi neki, hogy felférjen a vonatra. A Calais-ba tartó kocsi tele van, utastársai között ott van az amerikai özvegy Caroline Hubbard, a kövezést végignéző és ezen magát rettenetesen felzaklató Mary Debenham, Greta Ohlsson svéd misszionárius, az amerikai üzletember Samuel Ratchett és titkára-fordítója, Hector MacQueen, az inas Edward Masterman, az olasz-amerikai autókereskedő Foscarelli, Dragomirov hercegné és szolgálója, a német Hildegarde Schmidt, a magyar Andrényi gróf és felesége, John Arbuthnot ezredes, valamint a görög orvos, Dr. Constantine. Poirot MacQueen-nel közös fülkében kerül elhelyezésre az út elején.
A vonaton Poirot felismeri Maryt, mert látta őt a kövezéskor. A nőt felzaklatja, hogy Poirot szerint abban a kultúrkörben ez teljesen természetes büntetés, és a nő tudta, hogy mi járhat érte, ha megszegi a törvényt, mégis megtette. A büfékocsiban történő étkezés közben Bouc bemutatja a többi utastársat, majd később Ratchett megy oda Poirot-hoz. Közli vele, hogy ellenségei vannak, akik meg fogják próbálni őt megölni, és védelmet kér, amit Poirot elutasít. Belgrádban Poirot saját fülkét kap, közvetlenül Ratchett mellett. Aznap éjjel 0 óra 40-kor egy éles kiáltást hall, ezért kinéz a folyosóra, ahol azt látja, hogy a kalauz Ratchett ajtajánál érdeklődik, bentről pedig valaki franciául szól vissza. Hajnali két óra körül a vonat hótorlaszba fut, így vészfékeznie kell, majd megállni, valahol Vinkovce és Bród között. Poirot felébred, kinéz, majd azt hallja, hogy Mrs. Hubbard arról beszél a kalauzzal, hogy egy férfi állt az ágya felett. Kicsivel később újra kinéz és ekkor azt látja, hogy egy vörös ruhás nő megy el az ajtó előtt, a vécék irányába.
Másnap reggel azzal ébresztik Poirot-t, hogy valaki megölte Ratchett-et. Mivel nincsenek hatóságok a vonaton, Poirot maga veszi kézbe az ügyet, hiszen a jugoszláv hatóságok is messze járnak. Mivel nincsenek a környező hóban lábnyomok, ezért a gyilkos még a vonaton van, következteti ki. Az áldozaton tizenkét késszúrást fedez fel, melyek jobb és bal kéztől is származnak, valamint talál egy H betűs kendőt is, a vonatablakot nyitott állapotban, olyan lapos gyufát, amit nem Ratchett használ, valamint egy elégetett papírlapot. Egy kis trükkel leolvassa a papírról, hogy a "DAISY ARMS" felirat volt ráírva, aminek látszólag semmi értelme.
Miközben Poirot elkezdi kihallgatni az utasokat egyenként, felfedi, hogy a papírlapnak talán a kis Daisy Armstrong meggyilkolásának ügyéhez lehet köze. Pár évvel korábban egy gengszter, Lanfranco Cassetti elrabolta a lányt, a szüleitől busás váltságdíjat követelt, majd amikor megkapta a pénzt, közölte, hogy a gyereket már az elrablását követő órában megölte. Daisy anyjánál a hír hallatán beindult a szülés (mert a második gyerekkel volt terhes), ám mind ő, mind a magzat meghalnak. Armstrong ezredes pedig a sorscsapások hatására öngyilkosságot követett el. A gyilkossággal Daisy dadáját, Susanne-t gyanúsították meg, ám hiába derült ki az ártatlansága, ő is öngyilkos lett. Cassetti fondorlattal és zsarolással elérte, hogy az ügyészség ejtse vele szemben a vádat, így szabadon távozott és elhagyta az országot. Poirot kikövetkezteti, hogy Cassetti nem más volt, mint Samuel Ratchett, és hogy bárki is szólt ki a gyilkosság idején a fülkéből franciául, az nem lehetett ő, hiszen nem tudott franciául.
A kihallgatások során kiderül, hogy MacQueen tudott a papírlapról, és azt hitte, megsemmisült. Mrs. Hubbard pedig úgy véli, maga a gyilkos járt bent nála aznap éjjel. Az utasok szemlátomást jó alibivel rendelkeznek saját maguk és a többiek számára is, azonban van egy közös pont a vallomásukban: látták a vörös ruhás nőt. Azt azonban mindenki tagadja, hogy lenne ilyen ruhája. Hamar kiderül, hogy Hubbardnál nem járhatott bent senki, hiszen zárva volt az ajtaja, Miss Debenham pedig elszólja magát, hogy annak ellenére, hogy korábban azt állította, sosem járt Amerikában, mégis volt ott. Ohlsson is magára tereli a gyanút, amikor a Daisy Armstrong-ügy hallatán heves érzelmeket él át. Andrényi gróf csomagját megvizsgálva Poirot azt tapasztalja, hogy az nedves, a felesége útlevelében pedig furcsán elmosódott bejegyzés található. Schmidt csomagjában a vasúttársaság egyik dolgozójának egyenruháját találja meg, a sajátjában pedig a vörös ruhát, amint nemrég valaki odatett. Hubbard megtalálja a holmijai közt a gyilkos fegyvert is.
A vonaton közben elmegy az elektromosság is, így az utasok az étkezőben gyűlnek össze gyertyafénynél, ahol is Poirot közli velük a végkövetkeztetését. Kiderül, hogy valamennyi utas érintett volt az Armstrong-ügyben, de ezt nagyon jól titkolták. Andrényi gróf neje valójában a kis Daisy nagynénje, a férje, a gróf pedig igyekezett titkolni a valódi személyazonosságát, ezért maszatolta el az útlevelében is a bejegyzést. Debenham volt a kis Daisy nevelőnője, Foscarelli a család sofőrje és korábbi gyanúsított, Dr. Constantine a család orvosa, de Masterman is a családnál szolgált, a kalauz volt Susanne apja, Mrs. Hubbard pedig Daisy nagyanyja. Schmidt volt a család szakácsa, Ohlsson pedig a dada. Dragomirov hercegné volt a kis Daisy keresztanyja, és az övé volt a monogramos kendő is, amin a H valójában egy cirill betűs N volt, utalva a nő vezetéknevére. Arbuthnot a néhai Mr. Armstrong közeli ismerőse volt, MacQueen-nek pedig az apja volt az ügyész a perben, akinek tönkrement a karrierje az ügy miatt. Egyedül Bouc volt, akinek semmi köze nem volt az egészhez, viszont ő bizonyítottan nem lehetett a tettes.
Mármost két eshetőséget vesz számításba Poirot. Az első lehetőség szerint Vinkovcéban felszállt egy ismeretlen a vonatra, megölte Cassettit egy maffialeszámolás keretein belül, majd a havon keresztül távozott. A második pedig az, hogy a nyomokat, kivéve a zsebkendőt, mind Poirot megtévesztésére találták ki, és valamennyien elkövetői voltak a gyilkosságnak. Az utasok egy emberként közlik, hogy ez valóban így történt: elkábították Cassettit, majd mozgásképtelen állapotában mindegyikük egy-egy késszúrást ejtett rajta, így állva bosszút a kis Daisyért. Poirot magából kikelve teremti le őket, azért, mert az igazságszolgáltatást kikerülve önbíráskodni merészeltek. Dragomirov hercegné azt kéri, hogy mondja azt a hatóságoknak, hogy ő volt az egyedüli tettes, de hagyja futni a többieket. Még Bouc is az elkövetők oldalára áll, amit Poirot helytelenít. Arbuthnot elveszíti a türelmét és csőre töltött fegyverrel próbál megszökni, de Debenham megállítja. Később kiderül, hogy a Cassettinél talált pénzt a gyilkosok egy alapítvány számára akarták átadni. Poirot mindezt látva, iszonyatos vívódások közepette meghozza a döntését: a kiérkező jugoszláv rendőrségnek az első eshetőségnek megfelelő történetet meséli el, tisztázva így az elkövetőket, noha láthatóan megviseli, hogy futni hagyja a tetteseket.

## Szereplők
| Szereplő            | Színész            | Magyar hang        |
| ------------------- | ------------------ | ------------------ |
| Hercule Poirot      | David Suchet       | Balázs Péter       |
| Caroline Hubbard    | Barbara Hershey    | Orosz Helga        |
| Dragomirov hercegné | Eileen Atkins      | Pásztor Erzsi      |
| Edward Masterman    | Hugh Bonneville    | Forgács Gábor      |
| Mary Debenham       | Jessica Chastain   | Kisfalvi Krisztina |
| Greta Ohlsson       | Marie-Josée Croze  | Németh Kriszta     |
| Xavier Bouc         | Serge Hazanavicius | Széles Tamás       |
| Samuel Ratchett     | Toby Jones         | Kapácsy Miklós     |
| Hildegarde Schmidt  | Susanne Lothar     | Borbáth Ottília    |
| Antonio Foscarelli  | Joseph Mawle       |                    |
| Pierre Michel       | Denis Menochet     | Megyeri János      |
| John Arbuthnot      | David Morrissey    | Juhász György      |
| Hector MacQueen     | Brian J. Smith     | Varga Gábor        |
| Andrényi gróf       | Stanley Weber      | Galbenisz Tomasz   |
| Dr. Constantine     | Samuel West        | Harmath Imre       |

## Forgatás
A regényhez képest több változtatást eszközöltek. Cyrus Hardman karakterét beleolvasztották Foscarelliébe, Dr. Constantine pedig, aki az eredeti műben nem részese a gyilkosságnak, most konspirátorrá vált. MacQueen apja a filmben ügyész és nem ügyvéd, akinek a karrierje tönkrement, miután a fenyegetések hatására futni hagyta Cassettit. A filmben nagy hangsúlyt kap továbbá Poirot vallásossága, illetve az erkölcsi érzéke miatti dilemma, hogy kiszolgáltassa-e a gyilkosokat, vagy hagyja futni őket. Egyébként is sokkal sötétebb tónusú a regényhez képest az egész mű, például a gyilkosságot úgy követik el, hogy valamennyien együtt vannak Ratchett szobájában, szemben az alapművel - ráadásul valamivel szadisztikusabb az elkövetés is, hiszen az áldozatot úgy drogozzák be, hogy ne veszítse el az eszméletét, de ne tudjon ellenállni.
Az Orient Expressz belső tereit a londoni Pinewood Studios-ban építették fel, más helyszínek pedig a Freemason Hall és a Nene Valley Railway voltak. Az isztambuli jeleneteket Máltán vették fel.

## Fordítás
- Ez a szócikk részben vagy egészben  a   Murder on the Orient Express című angol Wikipédia-szócikk ezen változatának fordításán alapul.  Az eredeti cikk szerkesztőit annak laptörténete sorolja fel. Ez a jelzés csupán a megfogalmazás eredetét és a szerzői jogokat jelzi, nem szolgál a cikkben szereplő információk forrásmegjelöléseként.